# Novello
Novello (Novèj o Novel in piemontese) è un comune italiano di 926 abitanti della provincia di Cuneo in Piemonte. Comune a vocazione prettamente agricola vitivinicola con produzione di barolo, dolcetto e barbera e coltivazione di nascetta.

## Geografia fisica
Novello si trova nelle Langhe del Barolo in val Tanaro a metà strada tra Cherasco e Dogliani e tra Alba e Fossano. Fa parte dell'Unione dei comuni Colline di Langa e del Barolo. Il comune di Novello fa parte del paesaggio vitivinicolo di Langhe Roero e Monferrato come patrimonio UNESCO.
Probabilmente per la sua particolare esposizione geografica, la collina di Novello risulta particolarmente a rischio per le grandinate, in occasione di certi temporali primaverili ed estivi, quando le temperature al suolo sono particolarmente alte e se ne presentano le circostanze.
Visitando perciò le vigne in loco (come anche altrove), si potranno notare coperture a reti retrattili in nylon o altro materiale sintetico, che scorrono su cavetti d'acciaio tesi, sorretti da palizzate, sopra i preziosi filari di viti, posti ad altezza adeguata a non intralciare il passaggio e il lavoro dei trattori. Esse vengono distese all'occorrenza, quando il meteo prevede un temporale grandinoso, per proteggere le viti dai chicchi ghiacciati.

## Storia
Novello fu per alcuni secoli il centro di uno Stato feudale, retto da un ramo della famiglia Del Carretto. Situato nella marca arduinica, era presumibilmente diventato proprietà dell'aleramico Bonifacio del Vasto nel 1091 e da lui passò ai suoi discendenti.
Con la morte di Giacomo I Del Carretto, marchese di Finale, e la ripartizione dei suoi domini fra i tre figli nel 1268, nacque la signoria (contea?) di Novello, affidata al figlio Enrico.
La sua ampiezza può essere desunta dall'investitura concessa da Carlo IV ai fratelli Antonio, Alberto, Enrico, Franceschino e Manfredo, figli di un successivo Giacomo Del Carretto. L'atto, redatto il 2 febbraio 1354, conferma gli antichi privilegi della famiglia sui luoghi di Novello, Monchiero, Sinio, Albaretto della Torre, Arguello, Serravalle Langhe, Bossolasco, Gorzegno, Mombarcaro, Lodisio, Castino, Cerreto, insieme a parte di Cosseria, Millesimo e Carcare. Nei secoli successivi alcuni di questi luoghi diedero origine al marchesato di Gorzegno.
Dal XV secolo si venne a formare nel borgo un ceto dominante, legato in qualche modo sempre ai Del Carretto, composto da esponenti di poche famiglie del "patriziato" locale che formavano il consiglio comunale, tra le quali si ritrovano i Ferreri/o, Moretti, Borio (che diedero nel Seicento ben sei sindaci), Tarditi, Rosso, Pira, Marescotti, Belmonda, Alessandria, Vajra e Passone.

### Simboli
Lo stemma e il gonfalone sono stati concessi con decreto del presidente della Repubblica dell'11 settembre 2001.
Lo stemma si presenta inquartato: nel 1º e nel 4º  di verde, al leone d'oro; nel 2º e nel 3º d'oro alla lettera N maiuscola di nero.
Il gonfalone è un drappo rettangolare di giallo.

## Società

### Evoluzione demografica
Abitanti censiti

### Etnie e minoranze straniere
Secondo i dati Istat al 31 dicembre 2017, i cittadini stranieri residenti a Novello sono 86, così suddivisi per nazionalità, elencando per le presenze più significative:
1. Romania, 27

## Amministrazione

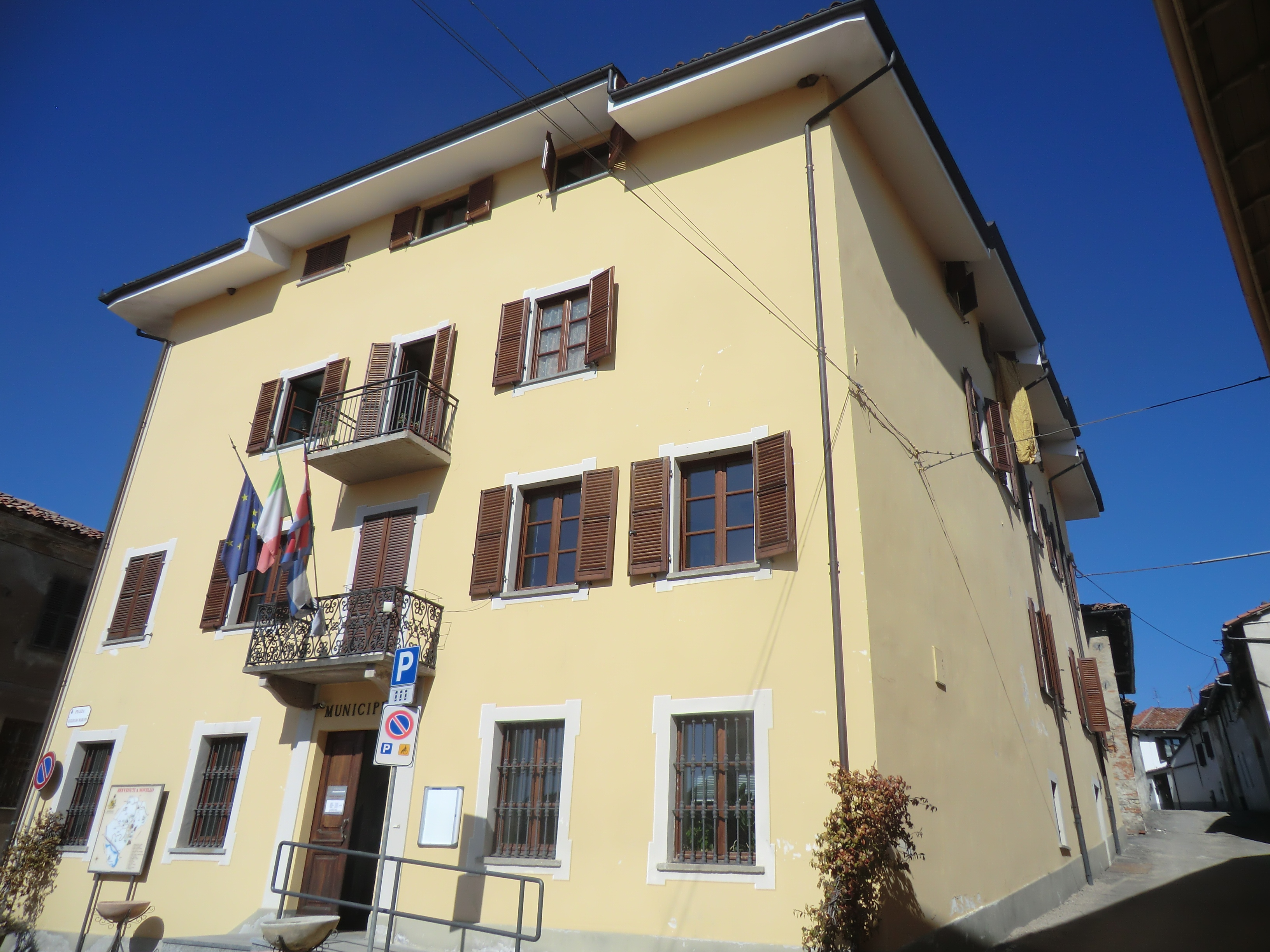
Il municipio di Novello

Di seguito è presentata una tabella relativa alle amministrazioni che si sono succedute in questo comune.
| Periodo        | Periodo        | Primo cittadino    | Partito                          | Carica  | Note   |
| -------------- | -------------- | ------------------ | -------------------------------- | ------- | ------ |
| 2 luglio 1985  | 26 maggio 1990 | Silvio Alessandria | lista civica                     | Sindaco | [ 10 ] |
| 26 maggio 1990 | 24 aprile 1995 | Silvio Alessandria | Democrazia Cristiana             | Sindaco | [ 10 ] |
| 24 aprile 1995 | 14 giugno 1999 | Domenico Anselma   | lista civica                     | Sindaco | [ 10 ] |
| 14 giugno 1999 | 14 giugno 2004 | Domenico Anselma   | lista civica                     | Sindaco | [ 10 ] |
| 14 giugno 2004 | 8 giugno 2009  | Silvio Alessandria | lista civica                     | Sindaco | [ 10 ] |
| 8 giugno 2009  | 25 maggio 2014 | Roberto Passone    | lista civica                     | Sindaco | [ 10 ] |
| 25 maggio 2014 | 26 maggio 2019 | Roberto Passone    | lista civica Insieme per Novello | Sindaco | [ 10 ] |
| 26 maggio 2019 | in carica      | Roberto Passone    | lista civica Insieme per Novello | Sindaco | [ 10 ] |

## Galleria d'immagini

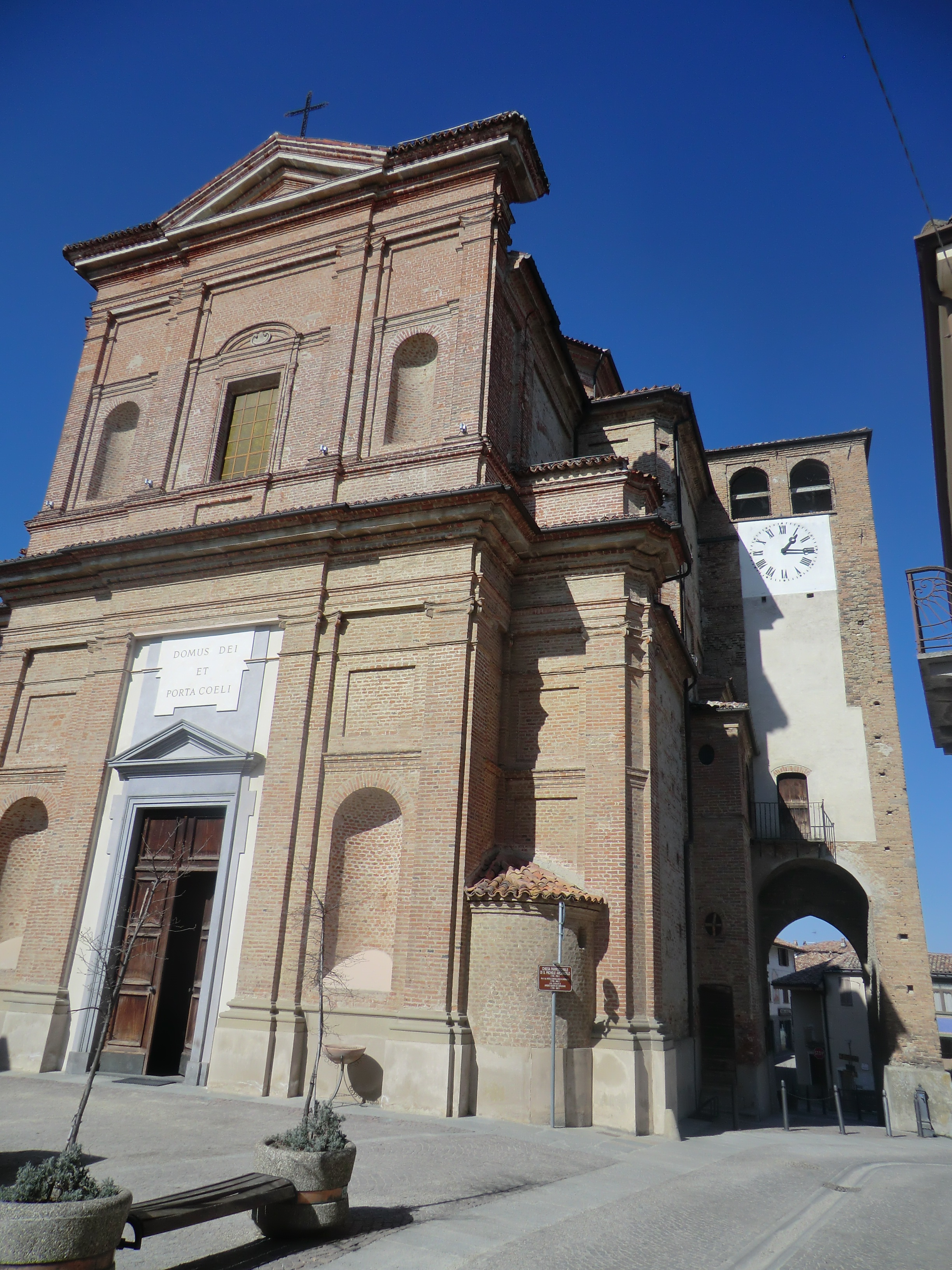
Chiesa parrocchiale di San Michele Arcangelo (1783)
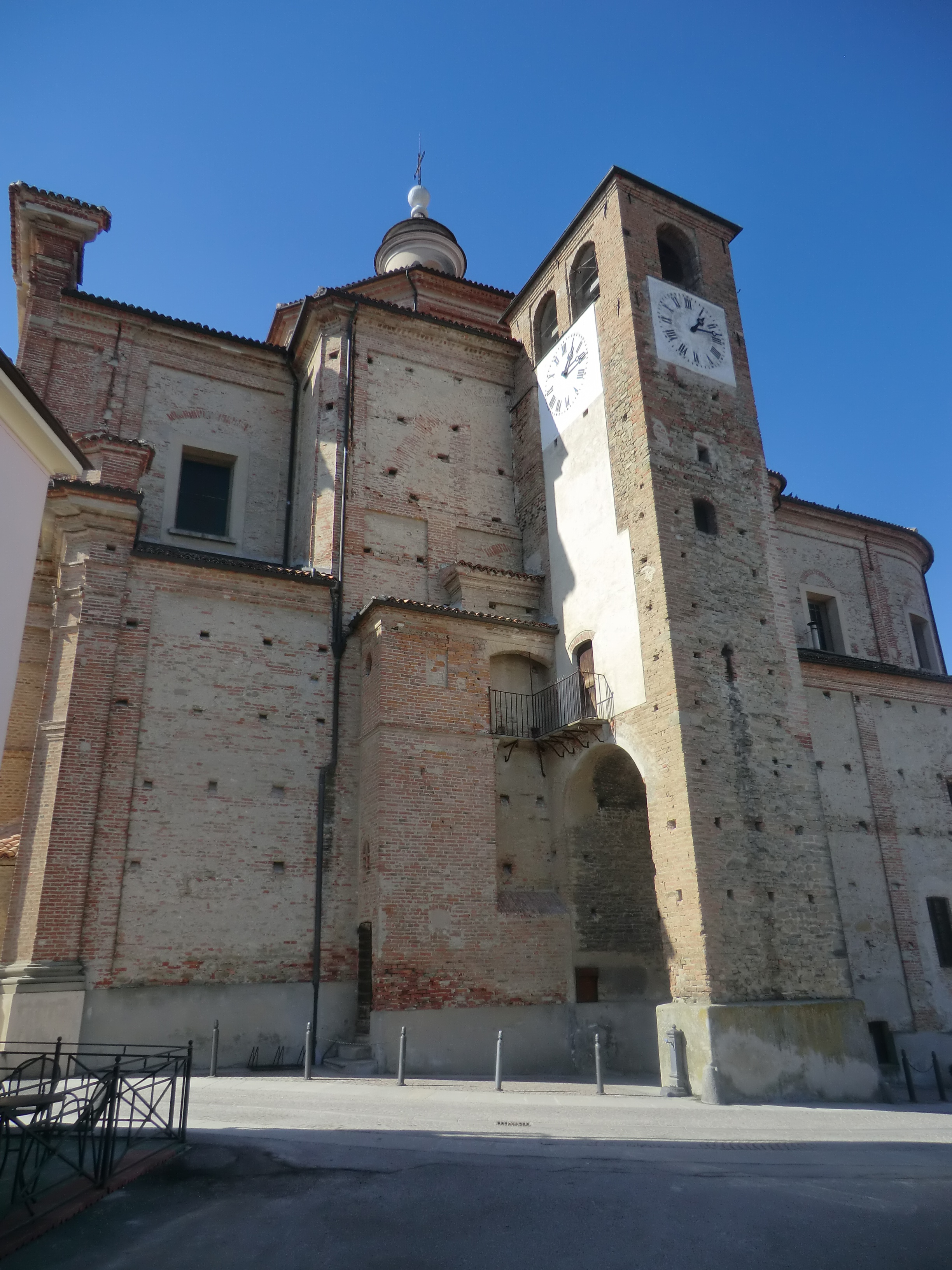
Torre campanaria
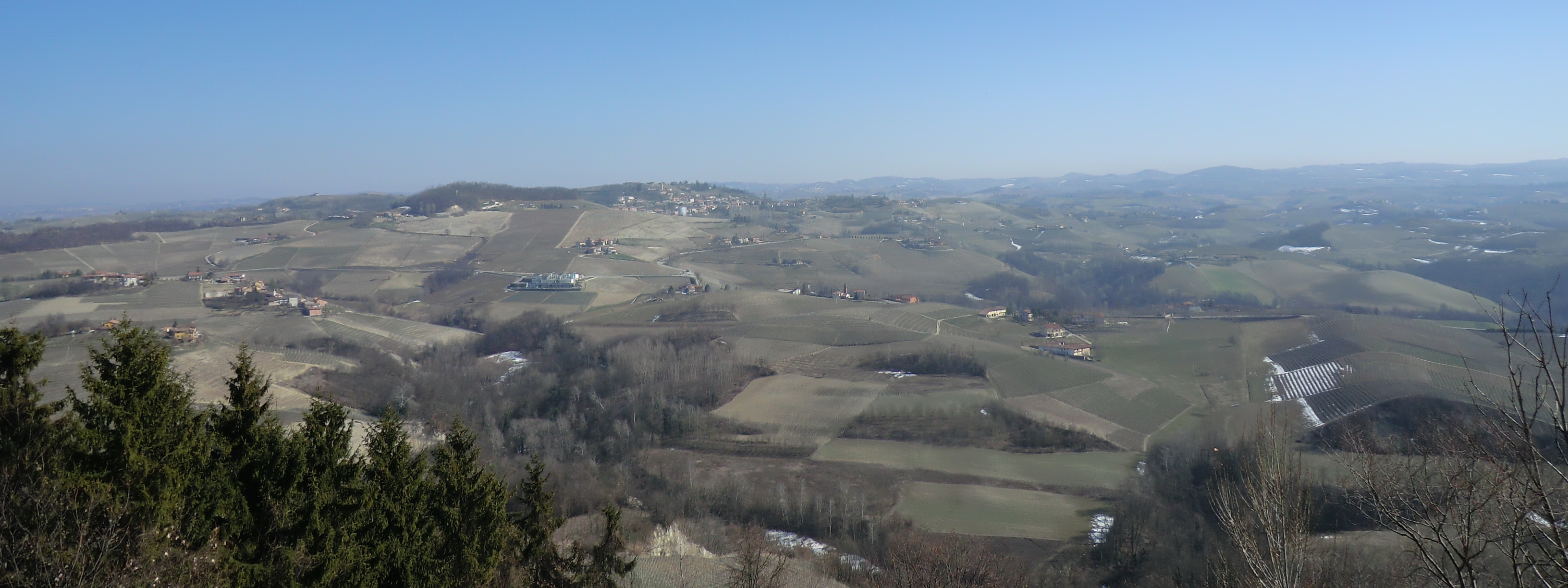
Vigneti in inverno
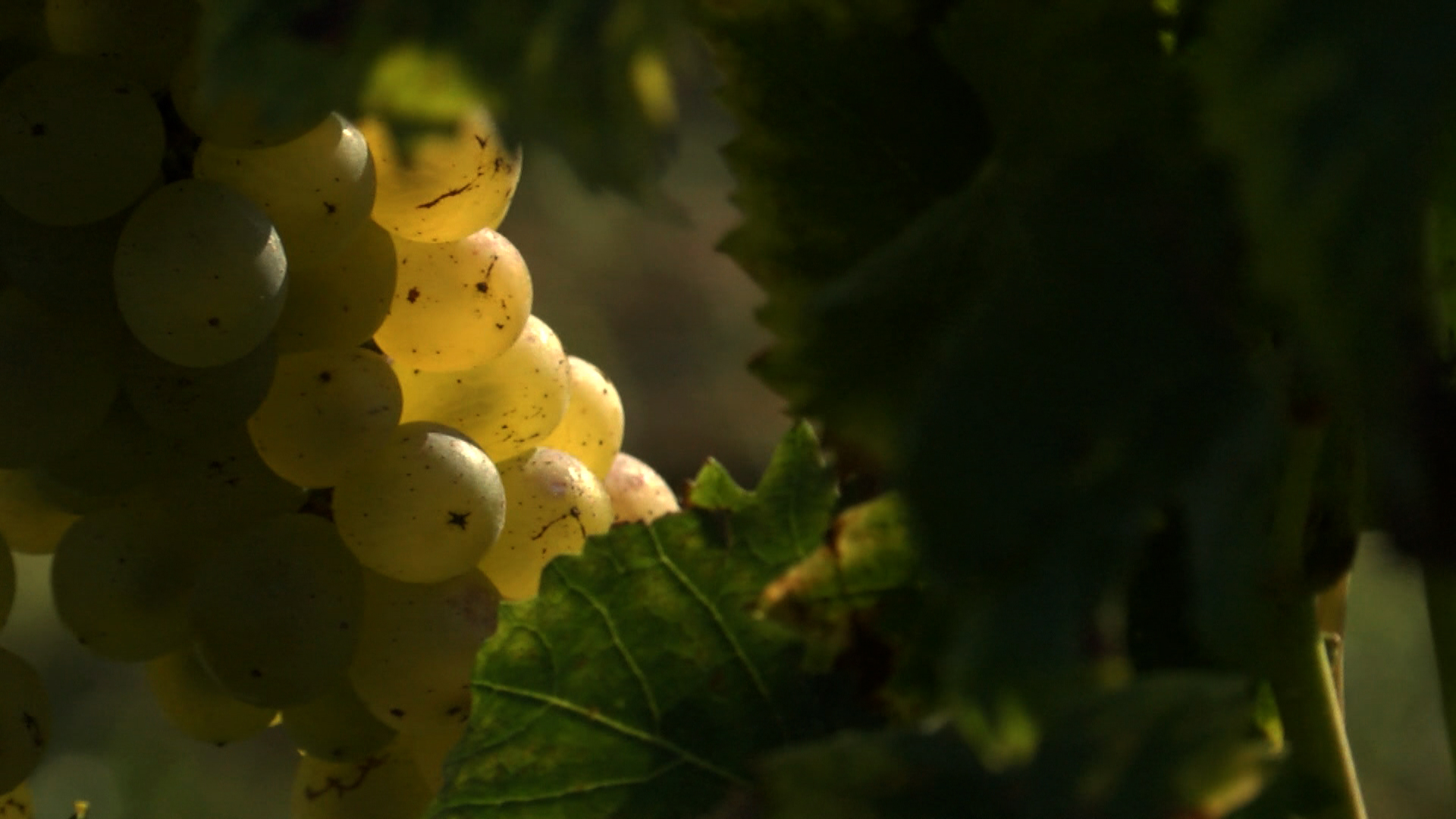
La Nascetta di Novello, vino bianco nella terra del Barolo